# Danah boyd
Danah boyd (* 24. listopadu 1977, Altoona) je výzkumná pracovnice ve společnosti Microsoft Research. Je profesorkou na Newyorské univerzitě a členka centra Harvard University Berkman Center for Internet and Society. Její jméno se píše malým písmem.

## Dětství a mládí
Danah boyd se narodila jako Danah Michele Mattas na Den díkuvzdání. Po rozvodu rodičů se ve věku pěti let s matkou a mladším bratrem odstěhovali do Yorku, následně se její matka znovu vdala a rodina bydlela v Lancasteru. Po druhém rozvodu matky si tehdy Danah Beard změnila příjmení na Boyd podle svého dědečka. Rozhodnutí psát jméno malými písmeny bylo důsledkem dlouhého přemýšlení, které vysvětluje na svých webových stránkách.
Na střední škole se boyd věnovala mnoha aktivitám z různých oblastí, přičemž ale nebyla příliš spokojená a podle jejích vlastních slov se ve škole nudila a neměla příliš bohatý sociální život.
Počítače jí poprvé ukázal její bratr, představil jí IRC a Usenet a Danah učarovala myšlenka komunikace s cizími lidmi přes internet. Zároveň také díky internetu poznala další chytré mladé lidi.První vlastní webovou stránku založila Danah boyd v roce 1995 a věnovala se tam textům písní Ani DiFranco. ,

## Vzdělání

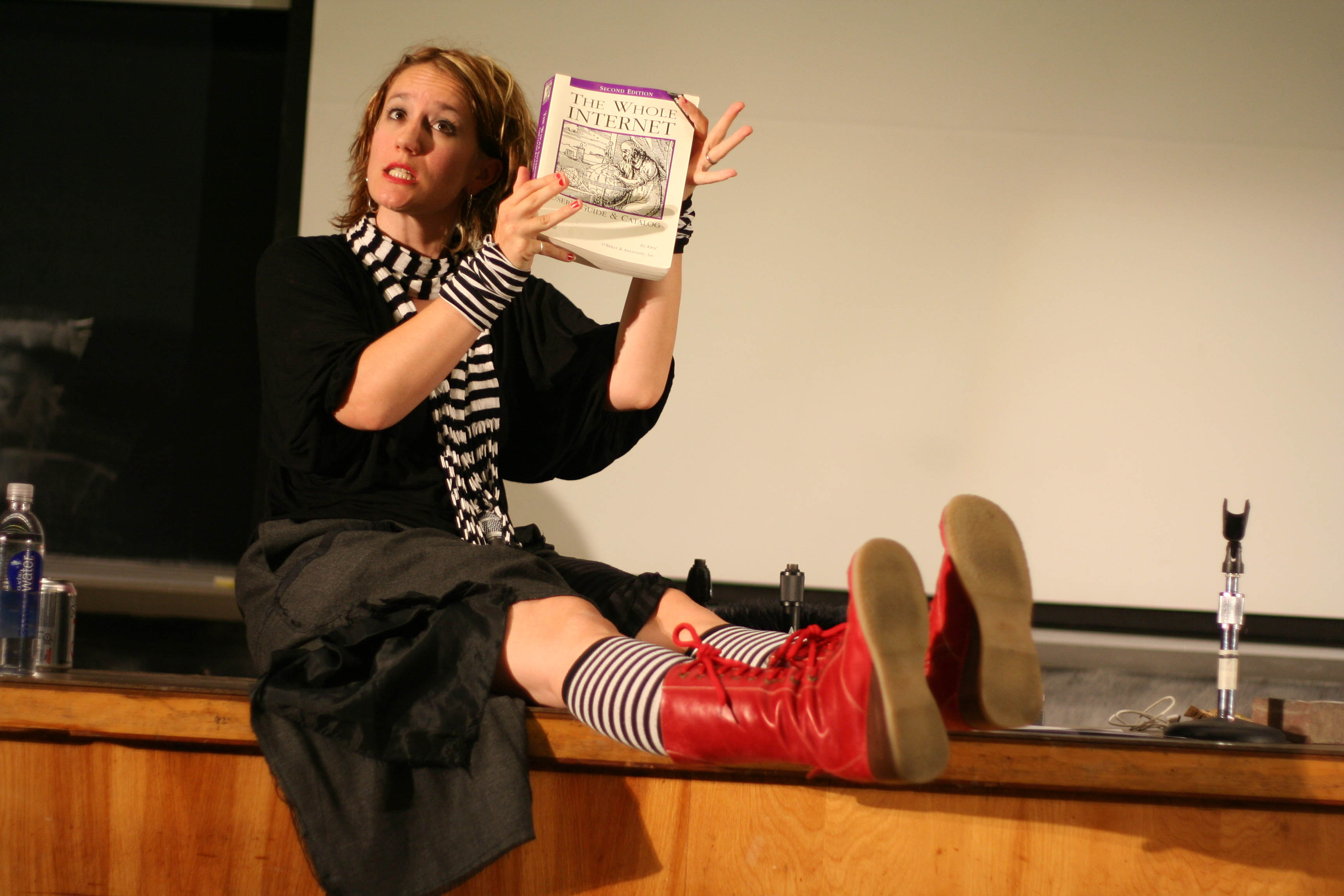
Danah Boyd, 2010

V letech 1992–1996 navštěvovala Manheim Township High School.
Následně nastoupila na Brown University, kde do roku 2000 studovala obor matematická informatika (computer sciences). Tam také pracovala pro Andyho van Dama, který byl zároveň jejím poradcem. Pod jeho vedením napsala práci týkající se 3D počítačových systémů, které používaly sexistické narážky. Původně chtěla boyd absolvovat dva obory (kromě matematické informatiky ještě náboženství), ale kvůli změně profesorů od myšlenky nakonec upustila. Na svém webu ovšem uvádí, že právě díky studiu náboženství vznikl její blog.
V letech 1999–2002 studovala na Massachusetts Institute of Technology obor „Media Arts and Sciences“. Následně se odstěhovala do San Francisca a v roce 2008 obdržela titul Ph.D. na University of California v Berkeley. Její závěrečná práce, kterou napsala pod vedením Petera Lymana a Mimi Ito, se zabývala vlivem sociálních sítí na americké teenagery.

## Kariéra
Danah získávala značnou část svých pracovních zkušeností už během studia. V roce 2003 měla možnost pracovat pro světoznámý web Friendster. O této zkušenosti psala mnohé příspěvky na svůj blog. Začala se zabývat kulturní dynamikou. Pracovala také pro Tribe. Net, který ji najal za účelem výzkumu určitých skupin lidí a pochopení, jak vytvořit webovou stránku tak, aby přitahovala lidi, kteří byli posedlí stránkou Friendster. Zkoumáním Friendsteru se zabývala Danah mnohem více se začátkem studia doktorátu na Berkleyho univerzitě, kdy se připojila ke komunitě sociálního softwaru. 
Díky této práci se zúčastnila mnoha zajímavých konferencí. V roce 2003 ji oslovily New York Times, které se začaly zajímat o její práce. V důsledku toho se Danah rozhodla studovat blogování a zúčastnila se stáže v Google zabývající se etnografickou studií pro Blogger, která byla řízena Mimi Ito. V roce 2003 ji také Mimi Ito a její bratr Joi Ito oslovili ohledně spolupráce na projektu pro Nokii. Snažili se provést výzkum zaměřený na mládež žijící v digitálním světě. Samotná Danah se chtěla podílet na zkoumání přístupů mladistvých k neznámým lidem na internetu. Výzkum probíhal skrz rozhovory, pozorování a dokumentární analýzy.
Později se zúčastnila i stáže v Yahoo!. 
Po celá léta svých výzkumů si vše poznamenávala a své práce později vydala.  Její publikace obsahovaly také článek the MacArthur Foundation Series on Digital Learning, číslo nazvané: Why Youth (Heart) Social Network Sites: The Role of Networked Publics in Teenage Social Life." Články se zaměřují na důsledky sociálních sítí na lidskou identitu. 
Zveřejnila také výzkum týkající se používání Facebooku a My Space u mladých lidí. Zatímco uživatelé Facebooku byli v roce 2007 převážně běloši, střední až vysoké vrstvy obyvatelstva, My Space používali černošští teenageři nižší třídy.
Kromě svého vlastního blogu demonstrovala svá zjištění také na DMLcentral blog.
V roce 2009 se stala součástí Microsoft Research v New England jako Social Media Researcher.
Současně je danah boyd prezidentkou Data & Society, hlavní výzkumnou pracovnicí v Microsoft Research a hostující profesorkou Newyorské univerzity. Její nynější výzkum se zaměřuje na data a umělou inteligenci, zneužití a manipulaci dat, a především na to, jak technologie utváří nerovnost ve společnosti.

## Publikace
V roce 2008 zveřejnila svou disertační práci: Taken Out of Context: American Teen Sociality in Networked Publics v Networked Publics na Kalifornské univerzitě. V roce 2014 vyšla její snad nejúspěšnější kniha: It's complicated: The Social Lives of Networked Teens v Yale University Press. V této knize boyd poukazuje na důležitost sociálních sítí. Mladiství mají totiž možnost vyjádřit své pocity a názory, aniž by byli souzeni a tím vyvrací zaryté teze o tom, jak jsou sociální sítě nebezpečné.

## Ocenění
V roce 2009 ji Fast Company označila nejvlivnější ženou v oblasti technologie.  Foreign Policy ji označila jako jednu ze 100 nejlepších globálních myslitelů roku 2012. V září 2012 získala EEF 2019 Barlow/Pioneer Award a při té příležitosti poznamenala postavení žen v technologickém průmyslu a současná kontroverzní témata. 